# Pont Djibouti-Yémen
 (septembre 2016).
Améliorez-le ou discutez des points à vérifier. 

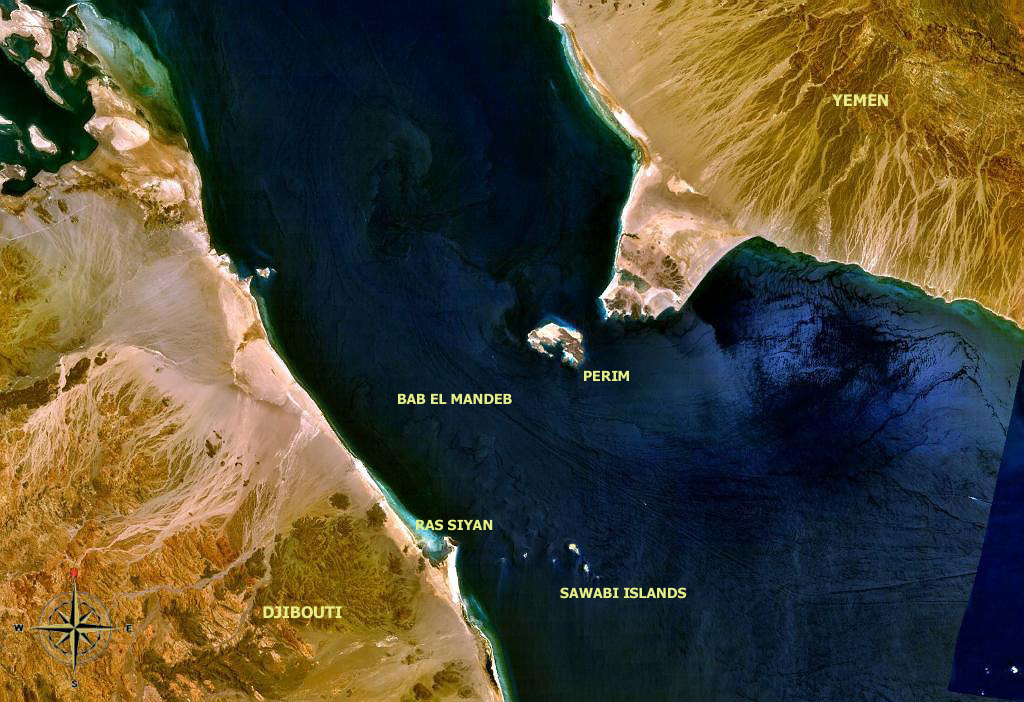
La zone de Bab-el-Mandeb.

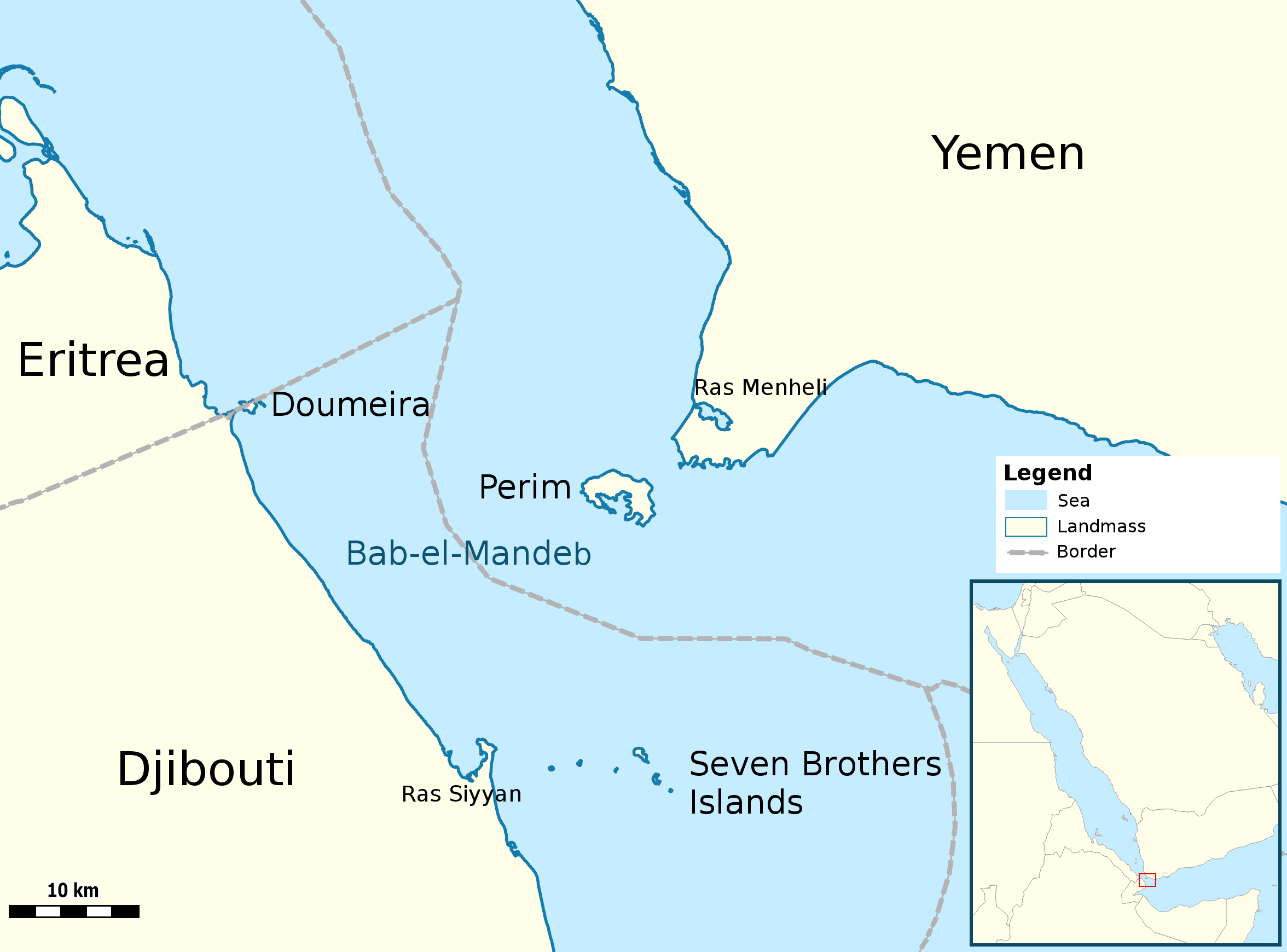
Carte simplifiée.

Le Pont Mer Rouge est un projet de construction d'un pont reliant les côtes de Djibouti et le Yémen à l'entrée de Bab-el-Mandeb, le détroit entre la Mer Rouge et le golfe d'Aden, présenté en 2005-2007.

## Projet
Il serait construit par Al Noor Holding Investment, un avis de construction aurait été publié par Middle East Development LLC, dirigé par Tarek M. Bin Laden, le demi-frère d'Oussama ben Laden.

## Structure du projet
Le pont du Bab-el-Mandeb (du nom du détroit séparant Djibouti du Yémen) serait long de 28,5 kilomètres et relierait le Yémen à l'île de Périm, dans la Mer Rouge, et Djibouti sur le continent africain. Le coût du projet est estimé à 20 milliards de dollars.
Ce pont comporterait une route à six voies et quatre lignes ferroviaires (le Yémen est dépourvu d'infrastructure ferroviaire) ; s'il devait être réalisé, il serait le plus long pont suspendu du monde. La section suspendue serait de 13 km avec une portée maximale entre piles de 5 km.
Deux villes nouvelles baptisées « Madinat Al-Nour » (Ville lumière), une au nord de Djibouti, en face du détroit de Bab-el-Mandeb et l'autre du côté du Yémen, serviraient de point d'accès au pont. L’objectif du projet « Villes Al Noor » est de créer des villes globalement intégrées reliant deux continents et susceptibles d’influer non seulement sur les économies du Yémen et de Djibouti, mais aussi sur l’économie de la région, du Moyen-Orient et d’Afrique.
Il est également prévu dans le projet « Villes Al Noor » la réalisation de trois zones commerciales, des campus de recherche et de développement, de parcs technologiques, ainsi que de quartiers financiers et commerciaux.
Cependant, la guerre civile yéménite, qui se déroule depuis 2014, ainsi que la faiblesse de l'économie des deux États rendent ce projet non viable.

## Vidéos du projet
Al Noor City Djibouti and Yemen